# Theresia Amalia van Saksen-Altenburg

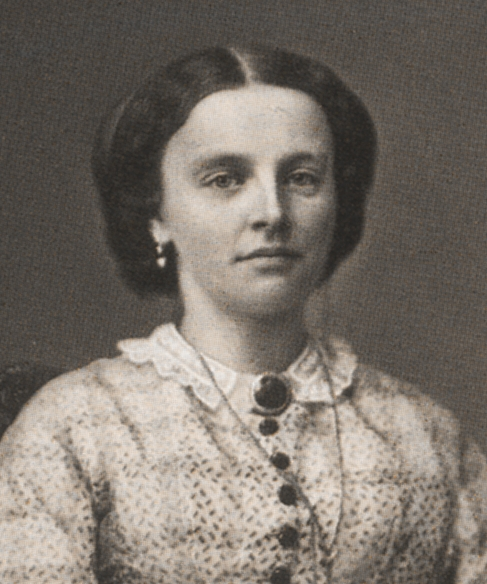
Theresia van Saksen-Altenburg

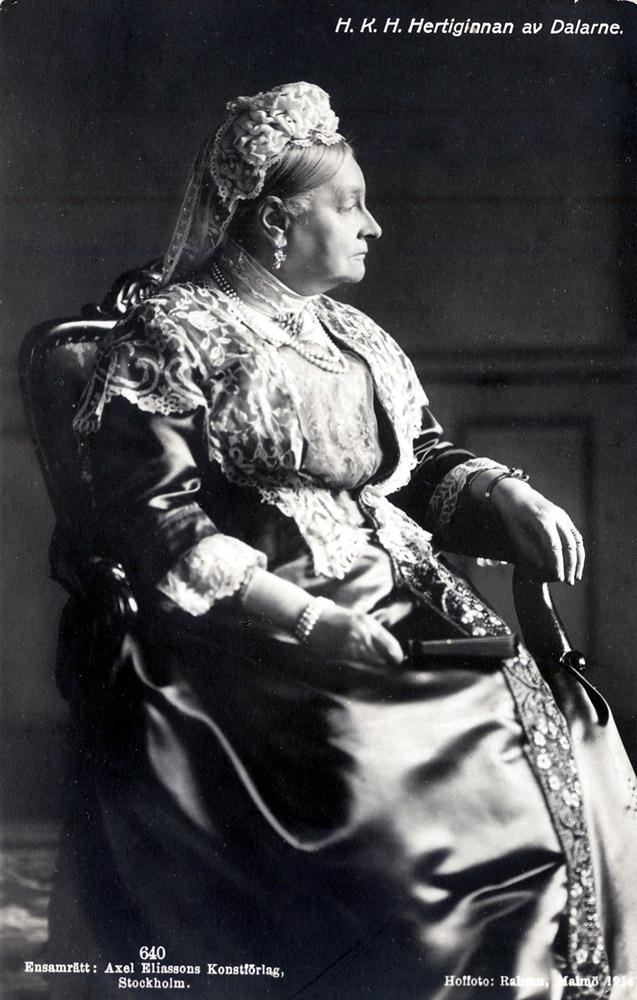
De prinses op latere leeftijd

Theresia Amalia Carolina Jozefina Antoinnette van Saksen-Altenburg (Ansbach, 21 december 1836 - Stockholm, 9 november 1914) was een prinses uit het huis Saksen-Altenburg.
Zij was het oudste kind van Eduard van Saksen-Altenburg uit diens eerste huwelijk met Amalia van Hohenzollern-Sigmaringen.
Op 16 april 1864 trad ze in het huwelijk met prins Augustus van Zweden, de jongste zoon van koning Oscar I en koningin Josephine. Door haar huwelijk werd zij hertogin van Dalarna. Het paar kreeg geen kinderen en leefde gelukkig tot Augustus' voortijdige dood in 1873. Prinses Theresia die al aan een zwakke geestesgesteldheid leed, dreigde volkomen in te storten. Ze werd aanvankelijk onder toezicht gesteld van Louis Gerhard De Geer, maar later werd zij - onder het pseudoniem Gravin van Dahlskiöld - naar een sanatorium in Zwitserland gestuurd. Hier bleef ze bijna vijftien jaar.
Teruggekeerd in Zweden legde zij zich toe op liefdadigheid. Zij had een bijzondere band met de aan epilepsie lijdende prins Erik.